# Bilan saison par saison du Krylia Sovetov Samara
Cet article présente le bilan par saison du Krylia Sovetov Samara, à savoir ses résultats en championnat, coupes nationales et coupes européennes depuis 1944.
Disputant sa première compétition nationale en 1944 en participant à la Coupe d'Union soviétique, le Krylia Sovetov intègre dès l'année suivante la deuxième division dont il termine champion pour sa première saison. Il accède ainsi à la première division dès 1946 et s'y maintient pendant dix saisons de suite, terminant notamment quatrième du championnat en 1951 avant d'atteindre la finale de la coupe national deux ans après. Bien que connaissant deux brèves relégations en 1956 et 1961, le club devient un habitué de la compétition, bien qu'occupant généralement le bas du classement. Il atteint tout de même une deuxième finale de coupe en 1964. Le début des années 1970 voit l'équipe connaître un déclin progressif qui l'amène à passer ses dernières années dans l'élite entre 1976 et 1979 avant de tomber rapidement jusqu'en troisième division au début des années 1980 où il termine ses années soviétiques.
Après la fin des compétitions soviétiques et l'établissement du championnat russe en 1992, le Krylia Sovetov parvient à être intégré directement au sein de la première division où il redevient un acteur récurrent. Il connaît ses meilleurs années au début des années 2000, qui le voit terminer plusieurs fois parmi les cinq premiers et découvrir les compétitions européennes, notamment en 2004, année où il atteint la troisième place du championnat ainsi que la finale de la Coupe de Russie. Le club reste cependant de manière générale un habitué du milieu voire du bas de classement et finit finalement par être relégué au terme de la saison 2013-2014, après vingt-deux saisons dans l'élite. Il redevient par la suite une équipe ascenseur, étant promu dès la saison suivante avant d'être à nouveau relégué puis promu entre 2017 et 2018.

## Bilan par saison

### Légende du tableau
| Champion / Vainqueur | Deuxième / Finaliste | Troisième | Promotion | Relégation |

- C3 = Coupe des villes de foires (1955-1971) puis Coupe UEFA (1971-2009) puis Ligue Europa (depuis 2009)
- CI = Coupe Intertoto (1995-2008)

### Période soviétique
| Saison           | Championnat | Championnat | Championnat | Championnat | Championnat | Championnat | Championnat | Championnat | Championnat | Championnat | Coupe d'URSS        | Entraîneur                                     |
| Saison           | Division    | Pos         | Pts         | J           | V           | N           | D           | BP          | BC          | Diff        | Coupe d'URSS        | Entraîneur                                     |
| ---------------- | ----------- | ----------- | ----------- | ----------- | ----------- | ----------- | ----------- | ----------- | ----------- | ----------- | ------------------- | ---------------------------------------------- |
| 1944             | —           | —           | —           | —           | —           | —           | —           | —           | —           | —           | Seizièmes de finale | Inconnu                                        |
| 1945             | 2e          | 1er         | 27          | 17          | 12          | 3           | 2           | 37          | 20          | +17         | Seizièmes de finale | Viktor Novikov (ru)                            |
| 1946             | 1er         | 10e         | 14          | 22          | 3           | 8           | 11          | 16          | 52          | -34         | Huitièmes de finale | Viktor Novikov (ru)                            |
| 1947             | 1er         | 7e          | 22          | 24          | 8           | 6           | 10          | 32          | 45          | -13         | Huitièmes de finale | Aleksandr Abramov (ru)                         |
| 1948             | 1er         | 11e         | 19          | 26          | 5           | 9           | 12          | 22          | 40          | -18         | Seizièmes de finale | Aleksandr Abramov (ru)                         |
| 1949             | 1er         | 10e         | 32          | 34          | 10          | 12          | 12          | 40          | 61          | -21         | Huitièmes de finale | Aleksandr Abramov (ru)                         |
| 1950             | 1er         | 7e          | 40          | 36          | 15          | 10          | 11          | 44          | 44          | 0           | Demi-finales        | Aleksandr Abramov (ru)                         |
| 1951             | 1er         | 4e          | 34          | 28          | 11          | 12          | 5           | 34          | 25          | +9          | Quarts de finale    | Aleksandr Abramov (ru)                         |
| 1952             | 1er         | 8e          | 13          | 13          | 5           | 3           | 5           | 16          | 14          | +2          | Deuxième tour       | Aleksandr Abramov (ru)                         |
| 1953             | 1er         | 7e          | 17          | 20          | 6           | 5           | 9           | 22          | 25          | -3          | Finale              | Piotr Bourmistrov (ru)                         |
| 1954             | 1er         | 11e         | 20          | 24          | 7           | 6           | 11          | 20          | 28          | -8          | Seizièmes de finale | Piotr Bourmistrov (ru)                         |
| 1955             | 1er         | 11e         | 13          | 22          | 4           | 5           | 13          | 21          | 39          | -18         | Huitièmes de finale | Viatcheslav Soloviov                           |
| 1956             | 2e Zone 2   | 1er         | 57          | 34          | 26          | 5           | 3           | 84          | 19          | +65         | —                   | Viatcheslav Soloviov                           |
| 1957             | 1er         | 11e         | 12          | 22          | 2           | 8           | 12          | 9           | 32          | -23         | Huitièmes de finale | Viatcheslav Soloviov                           |
| 1958             | 1er         | 10e         | 18          | 22          | 6           | 6           | 10          | 23          | 29          | -6          | Huitièmes de finale | Aleksandr Abramov (ru)                         |
| 1959             | 1er         | 11e         | 13          | 22          | 6           | 1           | 15          | 26          | 37          | -11         | —                   | Aleksandr Abramov (ru)                         |
| 1960             | 1er         | 16e         | 28          | 30          | 10          | 8           | 12          | 37          | 39          | -2          | Seizièmes de finale | Aleksandr Abramov (ru)                         |
| 1961             | 2e Russie 3 | 1er         | 36          | 23          | 17          | 2           | 4           | 68          | 22          | +46         | Huitièmes de finale | Viktor Karpov (ru)                             |
| 1962             | 1er         | 17e         | 18          | 18          | 8           | 2           | 8           | 24          | 25          | -1          | Huitièmes de finale | Viktor Karpov (ru)                             |
| 1963             | 1er         | 15e         | 29          | 38          | 11          | 7           | 20          | 45          | 53          | -8          | Seizièmes de finale | Viktor Karpov (ru)                             |
| 1964             | 1er         | 10e         | 28          | 32          | 7           | 14          | 11          | 24          | 35          | -11         | Finale              | Viktor Karpov (ru)                             |
| 1965             | 1er         | 13e         | 27          | 32          | 9           | 9           | 14          | 34          | 44          | -10         | Demi-finales        | Viktor Karpov (ru)                             |
| 1966             | 1er         | 18e         | 25          | 36          | 4           | 17          | 15          | 18          | 40          | -22         | Seizièmes de finale | Viktor Karpov (ru)                             |
| 1967             | 1er         | 11e         | 34          | 36          | 8           | 18          | 10          | 23          | 28          | -5          | Seizièmes de finale | Viktor Karpov (ru)                             |
| 1968             | 1er         | 18e         | 29          | 38          | 9           | 11          | 18          | 24          | 45          | -21         | Seizièmes de finale | Viktor Karpov (ru)                             |
| 1969             | 1er         | 19e         | 24          | 34          | 8           | 8           | 18          | 34          | 48          | -14         | Seizièmes de finale | Viktor Karpov (ru)                             |
| 1970             | 2e          | 7e          | 47          | 42          | 17          | 13          | 12          | 43          | 32          | +11         | 32es de finale      | Vsevolod Blinkov (en)                          |
| 1971             | 2e          | 6e          | 43          | 42          | 17          | 9           | 16          | 54          | 41          | +13         | Seizièmes de finale | Vsevolod Blinkov (en)                          |
| 1972             | 2e          | 4e          | 45          | 38          | 14          | 17          | 7           | 50          | 35          | +15         | Seizièmes de finale | Viktor Kirch (ru)                              |
| 1973             | 2e          | 8e          | 34          | 38          | 15          | 7           | 16          | 46          | 51          | -5          | Seizièmes de finale | Viktor Kirch (ru)                              |
| 1974             | 2e          | 4e          | 48          | 38          | 20          | 8           | 10          | 65          | 41          | +24         | Seizièmes de finale | Viktor Kirch (ru)                              |
| 1975             | 2e          | 1er         | 53          | 38          | 22          | 9           | 7           | 78          | 36          | +42         | Seizièmes de finale | Viktor Kirch (ru)                              |
| 1976 (printemps) | 1re         | 6e          | 17          | 15          | 6           | 5           | 4           | 18          | 15          | +3          | Huitièmes de finale | Viktor Kirch (ru)                              |
| 1976 (automne)   | 1re         | 11e         | 14          | 15          | 5           | 4           | 6           | 12          | 15          | -3          | Huitièmes de finale | Viktor Kirch (ru)                              |
| 1977             | 1re         | 16e         | 11          | 30          | 2           | 7           | 21          | 18          | 59          | -41         | Seizièmes de finale | Viktor Kirch (ru)                              |
| 1978             | 2e          | 1er         | 56          | 38          | 21          | 14          | 3           | 59          | 25          | +34         | Seizièmes de finale | Aleksandr Goulevski (ru) Viktor Kirch (ru)     |
| 1979             | 1re         | 18e         | 19          | 34          | 7           | 5           | 22          | 24          | 60          | -36         | Quarts de finale    | Viktor Kirch (ru)                              |
| 1980             | 2e          | 22e         | 34          | 46          | 11          | 16          | 19          | 43          | 62          | -19         | Phase de groupes    | Alfred Fiodorov                                |
| 1981             | 3e Zone 2   | 7e          | 35          | 32          | 11          | 13          | 8           | 41          | 26          | +15         | —                   | Boris Streltsov (en) Guennadi Sarytchev (en)   |
| 1982             | 3e Zone 2   | 4e          | 39          | 32          | 16          | 7           | 9           | 40          | 25          | +15         | —                   | Guennadi Sarytchev (en)                        |
| 1983             | 3e Zone 2   | 1er         | 46          | 28          | 19          | 8           | 1           | 49          | 18          | +31         | —                   | Guennadi Sarytchev (en)                        |
| 1984             | 3e Zone 2   | 1er         | 47          | 32          | 21          | 5           | 6           | 76          | 24          | +52         | 32es de finale      | Guennadi Sarytchev (en)                        |
| 1985             | 2e          | 20e         | 32          | 38          | 10          | 13          | 15          | 36          | 42          | -6          | —                   | Guennadi Sarytchev (en) Valerian Panfilov (ru) |
| 1986             | 3e Zone 2   | 1er         | 46          | 32          | 21          | 4           | 7           | 55          | 27          | +28         | 32es de finale      | Viktor Loukachenko (ru)                        |
| 1987             | 2e          | 22e         | 32          | 42          | 10          | 12          | 20          | 40          | 60          | -20         | 32es de finale      | Viktor Loukachenko (ru)                        |
| 1988             | 3e Zone 2   | 3e          | 39          | 32          | 15          | 9           | 8           | 50          | 28          | +22         | 32es de finale      | Viktor Loukachenko (ru)                        |
| 1989             | 3e Zone 1   | 1er         | 64          | 42          | 28          | 8           | 6           | 79          | 32          | +47         | Seizièmes de finale | Viktor Antikhovitch (en)                       |
| 1990             | 3e Centre   | 3e          | 49          | 42          | 19          | 11          | 12          | 53          | 38          | +15         | Quarts de finale    | Viktor Antikhovitch (en)                       |
| 1991             | 3e Centre   | 2e          | 60          | 42          | 26          | 8           | 8           | 83          | 41          | +42         | 64es de finale      | Viktor Antikhovitch (en)                       |
| 1991             | 3e Centre   | 2e          | 60          | 42          | 26          | 8           | 8           | 83          | 41          | +42         | Quarts de finale    | Viktor Antikhovitch (en)                       |

### Période russe
| Saison    | Championnat | Championnat | Championnat | Championnat | Championnat | Championnat | Championnat | Championnat | Championnat | Championnat | Coupe de Russie     | Coupe d'Europe | Coupe d'Europe   | Meilleur(s) buteur(s)                     | Meilleur(s) buteur(s) | Entraîneur(s)                                           |
| Saison    | Division    | Pos         | Pts         | J           | V           | N           | D           | BP          | BC          | Diff        | Coupe de Russie     | C              | Résultat         | Joueur                                    | Buts                  | Entraîneur(s)                                           |
| --------- | ----------- | ----------- | ----------- | ----------- | ----------- | ----------- | ----------- | ----------- | ----------- | ----------- | ------------------- | -------------- | ---------------- | ----------------------------------------- | --------------------- | ------------------------------------------------------- |
| 1992      | 1re         | 14e         | 43          | 40          | 14          | 15          | 11          | 34          | 35          | -1          | —                   | —              | —                | Roustiam Fakhroutdinov (en)               | 10                    | Viktor Antikhovitch (en)                                |
| 1993      | 1re         | 14e         | 30          | 34          | 9           | 12          | 13          | 37          | 47          | -10         | 32es de finale      | —              | —                | Guennadi Remezov (en)                     | 11                    | Viktor Antikhovitch (en)                                |
| 1994      | 1re         | 13e         | 24          | 30          | 6           | 12          | 12          | 30          | 51          | -21         | Seizièmes de finale | —              | —                | Vitali Safronov (en)                      | 7                     | Valeri Bogdanov Anatoli Kikine (en) Aleksandr Averianov |
| 1995      | 1re         | 15e         | 26          | 30          | 6           | 8           | 16          | 34          | 65          | -31         | Seizièmes de finale | —              | —                | Garnik Avalyan (en)                       | 10                    | Aleksandr Averianov                                     |
| 1996      | 1re         | 9e          | 45          | 34          | 12          | 9           | 13          | 31          | 38          | -7          | Seizièmes de finale | —              | —                | Anas Makhlouf (en)                        | 6                     | Aleksandr Averianov                                     |
| 1997      | 1re         | 7e          | 49          | 34          | 14          | 7           | 13          | 32          | 30          | +2          | Demi-finales        | —              | —                | Viktor Boulatov                           | 9                     | Aleksandr Averianov                                     |
| 1998      | 1re         | 12e         | 35          | 30          | 9           | 8           | 13          | 25          | 37          | -12         | Quarts de finale    | —              | —                | Zurab Tsiklauri (en)                      | 6                     | Aleksandr Averianov                                     |
| 1999      | 1re         | 12e         | 31          | 30          | 8           | 7           | 15          | 39          | 49          | -10         | Seizièmes de finale | —              | —                | Karapet Mikaelyan (en)                    | 8                     | Aleksandr Tarkhanov                                     |
| 2000      | 1re         | 14e         | 29          | 30          | 8           | 5           | 17          | 25          | 45          | -20         | Seizièmes de finale | —              | —                | Mirjalol Qosimov                          | 5                     | Aleksandr Tarkhanov                                     |
| 2001      | 1re         | 5e          | 49          | 30          | 14          | 7           | 9           | 38          | 23          | +15         | Demi-finales        | —              | —                | Andreï Kariaka                            | 9                     | Aleksandr Tarkhanov                                     |
| 2002      | 1re         | 5e          | 49          | 30          | 15          | 4           | 11          | 39          | 32          | +7          | Quarts de finale    | CI             | Troisième tour   | Andreï Kariaka                            | 12                    | Aleksandr Tarkhanov                                     |
| 2003      | 1re         | 9e          | 42          | 30          | 11          | 9           | 10          | 38          | 33          | +5          | Quarts de finale    | —              | —                | Andreï Kariaka                            | 9                     | Aleksandr Tarkhanov                                     |
| 2004      | 1re         | 3e          | 56          | 30          | 17          | 5           | 8           | 50          | 41          | +9          | Finale              | —              | —                | Andreï Kariaka                            | 17                    | Gadji Gadjiev                                           |
| 2005      | 1re         | 14e         | 29          | 30          | 7           | 8           | 15          | 29          | 44          | -15         | Quarts de finale    | —              | —                | Andriy Husin                              | 7                     | Gadji Gadjiev                                           |
| 2006      | 1re         | 10e         | 38          | 30          | 10          | 8           | 12          | 37          | 35          | +2          | Huitièmes de finale | C3             | Premier tour     | Marko Topić (en)                          | 7                     | Gadji Gadjiev                                           |
| 2007      | 1re         | 13e         | 32          | 30          | 8           | 8           | 14          | 35          | 46          | -11         | Quarts de finale    | —              | —                | Davit Mujiri                              | 9                     | Sergueï Oborine Aleksandr Tarkhanov                     |
| 2008      | 1re         | 6e          | 48          | 30          | 12          | 12          | 6           | 46          | 28          | +18         | Seizièmes de finale | —              | —                | Anton Bobior                              | 8                     | Leonid Sloutski                                         |
| 2009      | 1re         | 10e         | 36          | 30          | 10          | 6           | 14          | 32          | 42          | -10         | Huitièmes de finale | —              | —                | Jan Koller                                | 9                     | Leonid Sloutski Iouri Gazzaïev                          |
| 2010      | 1re         | 13e         | 31          | 30          | 7           | 10          | 13          | 28          | 40          | -12         | Seizièmes de finale | C3             | Troisième tour Q | Pavel Yakovlev                            | 4                     | Iouri Gazzaïev Aleksandr Tarkhanov                      |
| 2011-2012 | 1re         | 12e         | 51          | 44          | 12          | 15          | 17          | 33          | 50          | -17         | Seizièmes de finale | —              | —                | Sergueï Kornilenko                        | 10                    | Aleksandr Tarkhanov Andreï Kobelev                      |
| 2011-2012 | 1re         | 12e         | 51          | 44          | 12          | 15          | 17          | 33          | 50          | -17         | Seizièmes de finale | —              | —                | Sergueï Kornilenko                        | 10                    | Aleksandr Tarkhanov Andreï Kobelev                      |
| 2012-2013 | 1re         | 14e         | 28          | 30          | 7           | 7           | 16          | 31          | 52          | -21         | Huitièmes de finale | —              | —                | Luis Caballero                            | 8                     | Andreï Kobelev Gadji Gadjiev                            |
| 2013-2014 | 1re         | 14e         | 29          | 30          | 6           | 11          | 13          | 27          | 46          | -19         | Seizièmes de finale | —              | —                | Luis Caballero                            | 6                     | Gadji Gadjiev Aleksandr Tsygankov (en)                  |
| 2014-2015 | 2e          | 1er         | 73          | 34          | 22          | 7           | 5           | 54          | 19          | +35         | Quarts de finale    | —              | —                | Adis Jahović                              | 12                    | Franky Vercauteren                                      |
| 2015-2016 | 1re         | 9e          | 35          | 30          | 9           | 8           | 13          | 19          | 31          | -12         | Huitièmes de finale | —              | —                | Sergueï Kornilenko Gueorgui Gaboulov (en) | 4                     | Franky Vercauteren                                      |
| 2016-2017 | 1re         | 15e         | 28          | 30          | 6           | 10          | 14          | 31          | 39          | -8          | Huitièmes de finale | —              | —                | Sergueï Kornilenko                        | 8                     | Franky Vercauteren Vadim Skripchenko                    |
| 2017-2018 | 2e          | 2e          | 82          | 38          | 26          | 4           | 8           | 60          | 23          | +37         | Quarts de finale    | —              | —                | Sergueï Kornilenko                        | 15                    | Andreï Tikhonov                                         |
| 2018-2019 | 1re         | 13e         | 28          | 30          | 8           | 4           | 18          | 25          | 46          | -21         | Huitièmes de finale | —              | —                | Maksim Kanounnikov                        | 6                     | Andreï Tikhonov Miodrag Božović                         |
| 2019-2020 | 1re         | 15e         | 31          | 30          | 8           | 7           | 15          | 33          | 40          | -7          | Seizièmes de finale | —              | —                | Aleksandr Sobolev                         | 10                    | Miodrag Božović Andreï Talalaïev                        |
| 2020-2021 | 2e          | 1er         | 101         | 42          | 32          | 5           | 5           | 100         | 26          | +74         | Finale              | —              | —                | Ivan Sergueïev                            | 42                    | Igor Osinkine (en)                                      |
| 2021-2022 | 1re         | 8e          | 41          | 30          | 12          | 5           | 13          | 39          | 36          | +3          | Phase de groupes    | —              | —                | Vladislav Sarveli (en)                    | 9                     | Igor Osinkine (en)                                      |
| 2022-2023 | 1re         | 12e         | 32          | 30          | 8           | 8           | 14          | 32          | 45          | -13         | Demi-finales        | —              | —                | Dmitri Tsypchenko (en)                    | 7                     | Igor Osinkine (en)                                      |
| 2023-2024 | 1re         | en cours    | en cours    | en cours    | en cours    | en cours    | en cours    | en cours    | en cours    | en cours    | Phase de groupes    | —              | —                | en cours                                  | en cours              | Igor Osinkine (en)                                      |

1. ↑  Ne prend en compte que les statistiques en championnat.